# Îles du Vent (Antilles)
Pour les articles homonymes, voir Îles du Vent.
Les Îles du Vent sont des îles qui font partie des Petites Antilles.

## Différences linguistiques
Une différence linguistique notable existe entre la langue anglaise et les autres langues occidentales (française, néerlandaise, espagnole, etc.) quant à la dénomination et le regroupement des Petites Antilles. La confusion existe principalement en anglais selon qu’on suffixe :
- Islands (désignation uniquement géopolitique, historique ou culturelle, pour distinguer sur un axe plutôt orienté nord / sud, les îles principalement sous l’ancienne domination britannique de celles sous domination latine : française, espagnole et plus tard néerlandaise), mais qui ne comprend aucune des îles proches des côtes de l’Amérique du Sud (les plus anciennement colonisées par l'Espagne puis en partie les Pays-Bas mais peu convoitées par l’ancien empire britannique), ou bien
- Antilles (désignation géographique ou géomorphologique, plus actuelle et plus complète, pour distinguer les sous-archipels des Petites Antilles sur un axe plutôt orienté sud-ouest / est) :

| Langues                                                                              | | |                                                                                            |
| ------------------------------------------------------------------------------------ | --- | --- | ------------------------------------------------------------------------------------------ |
| Français, néerlandais, espagnol, etc. (distinction géographique et géomorphologique) | Îles du Vent (Bovenwindse eilanden en néerlandais) (Islas de Barlovento en espagnol)                            | Îles du Vent (Bovenwindse eilanden en néerlandais) (Islas de Barlovento en espagnol)                                     | Îles Sous-le-Vent (Benedenwindse eilanden en néerlandais) (Islas de Sotavento en espagnol) |
| Anglais (distinction géopolitique, historique et culturelle)                         | Windward Antilles (Littéralement Antilles du vent) subdivisés en :                                              | Windward Antilles (Littéralement Antilles du vent) subdivisés en :                                                       | Leeward Antilles (Littéralement Antilles sous le vent)                                     |
| Anglais (distinction géopolitique, historique et culturelle)                         | Windward Islands (Littéralement Îles du Vent, correspond à la partie sud, latine, des Îles du Vent en français) | Leeward Islands (Littéralement Îles sous le vent, correspond à la partie nord, anglophone, des Îles du Vent en français) | Leeward Antilles (Littéralement Antilles sous le vent)                                     |

## Îles

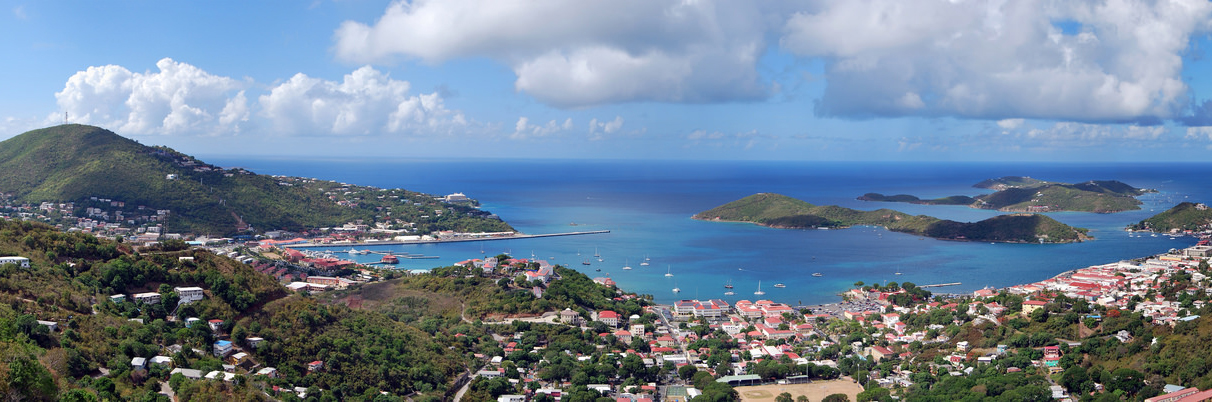
Charlotte Amalie à Saint-Thomas.

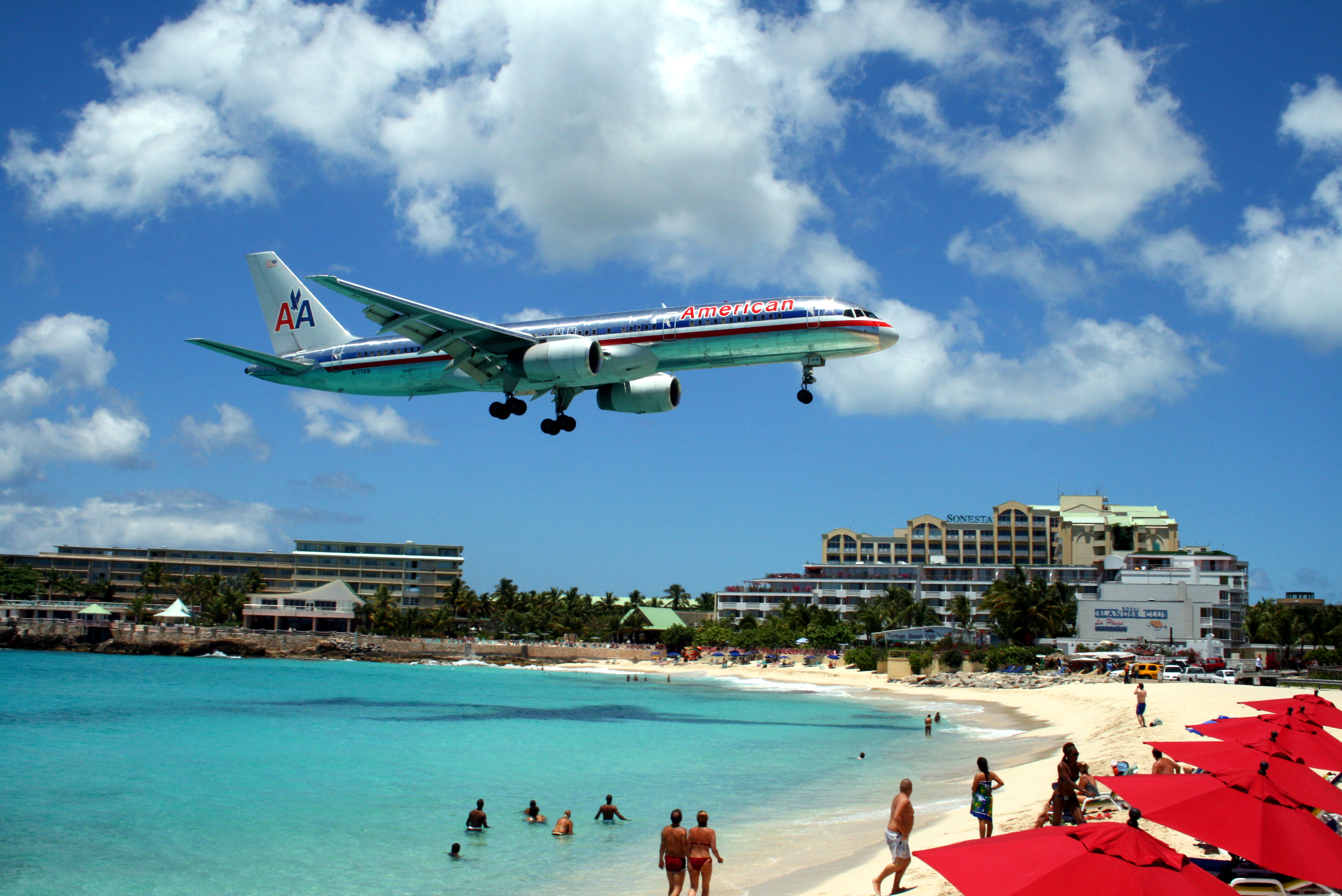
Maho Beach à Saint-Martin.

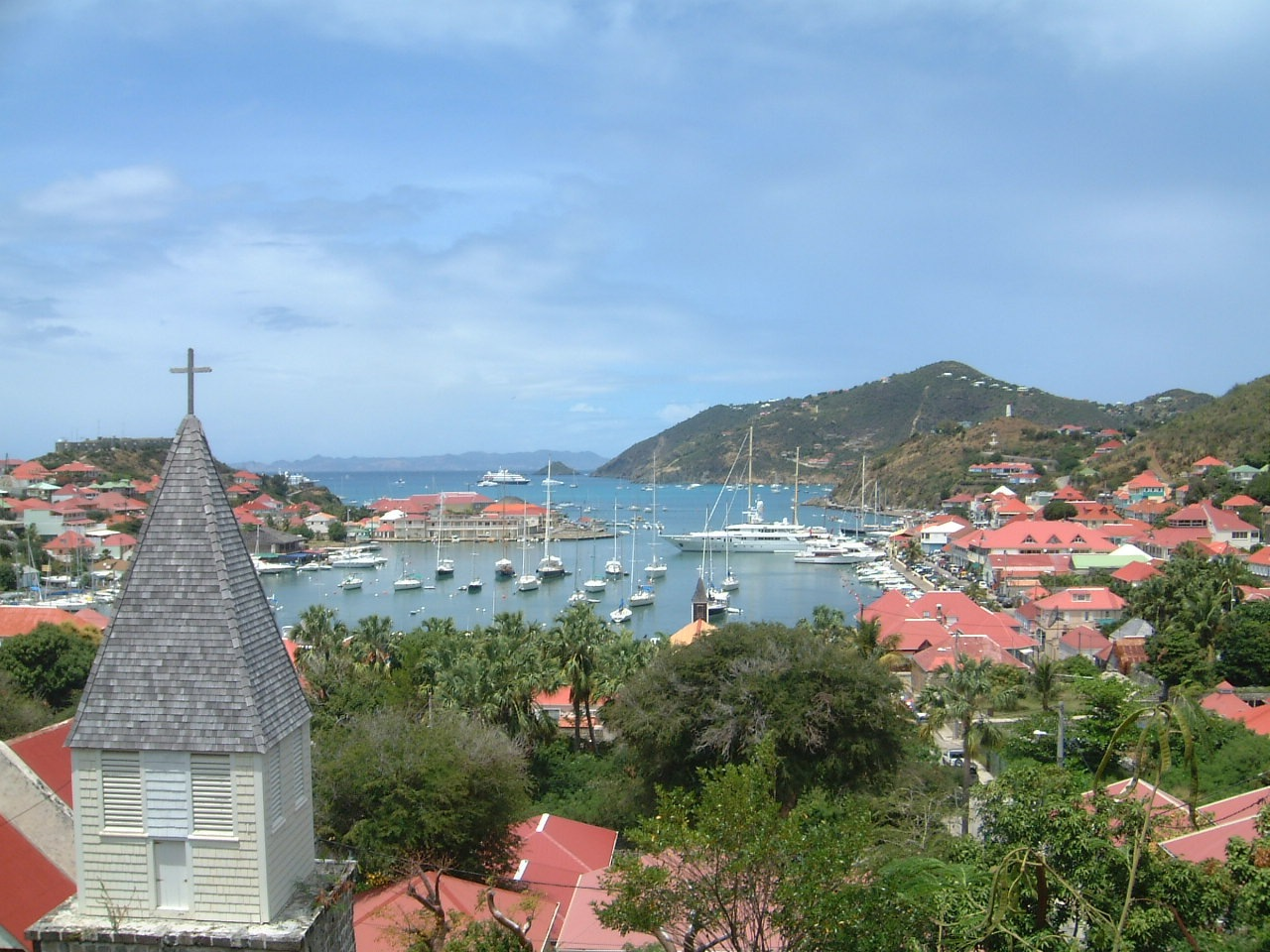
Gustavia à Saint-Barthélemy.

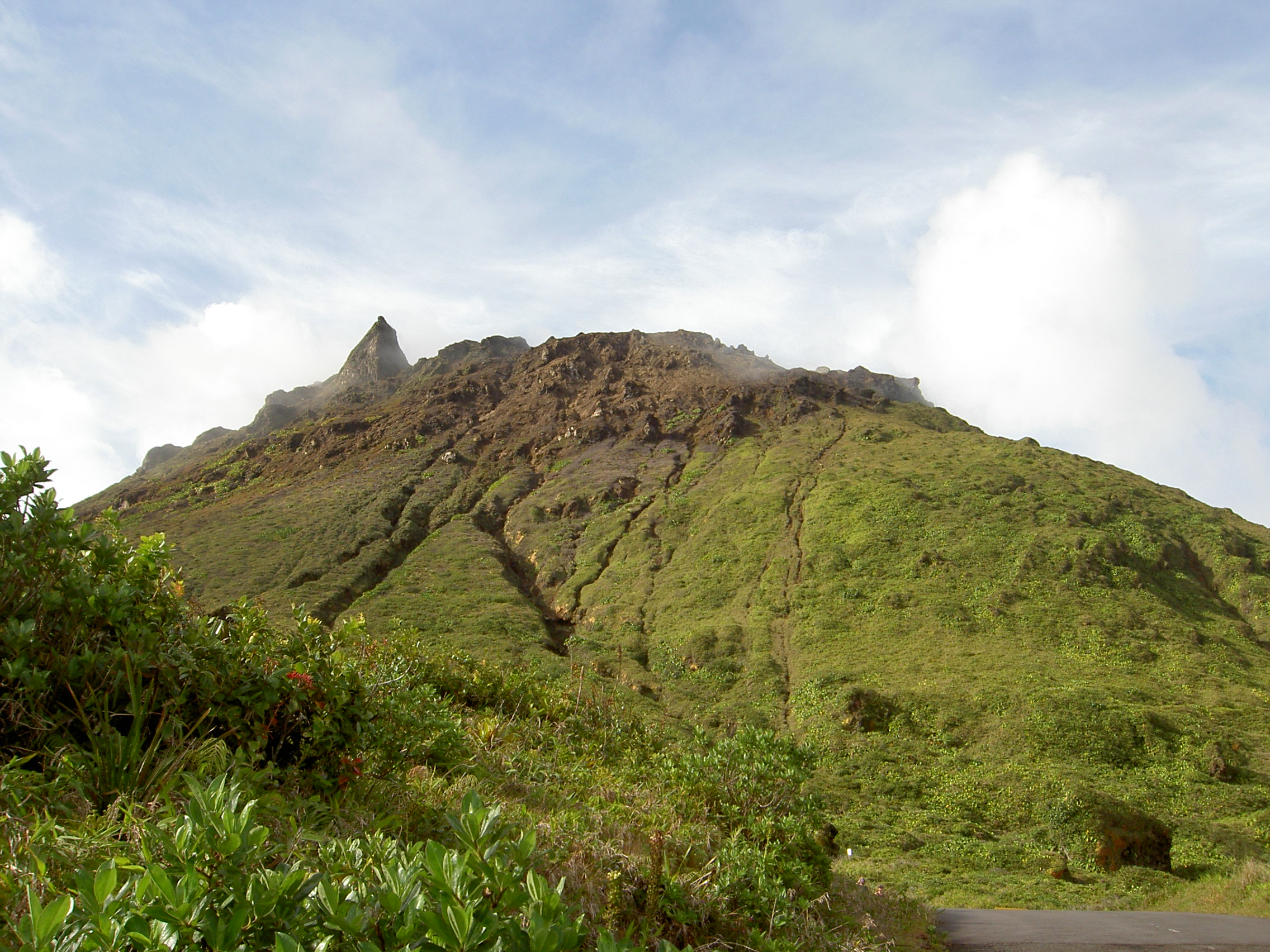
La Soufrière en Guadeloupe.

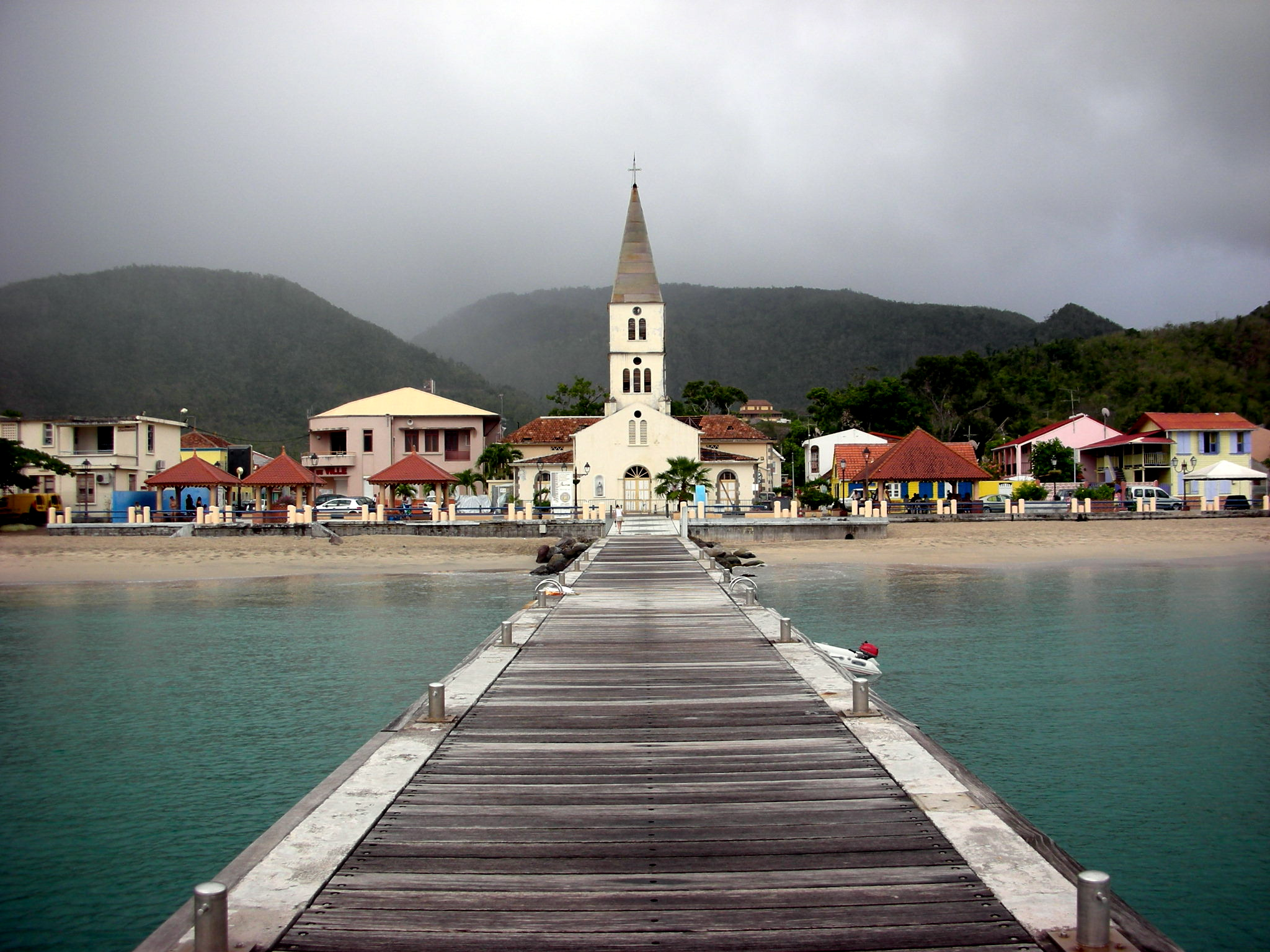
Les Anses-d'Arlet en Martinique.

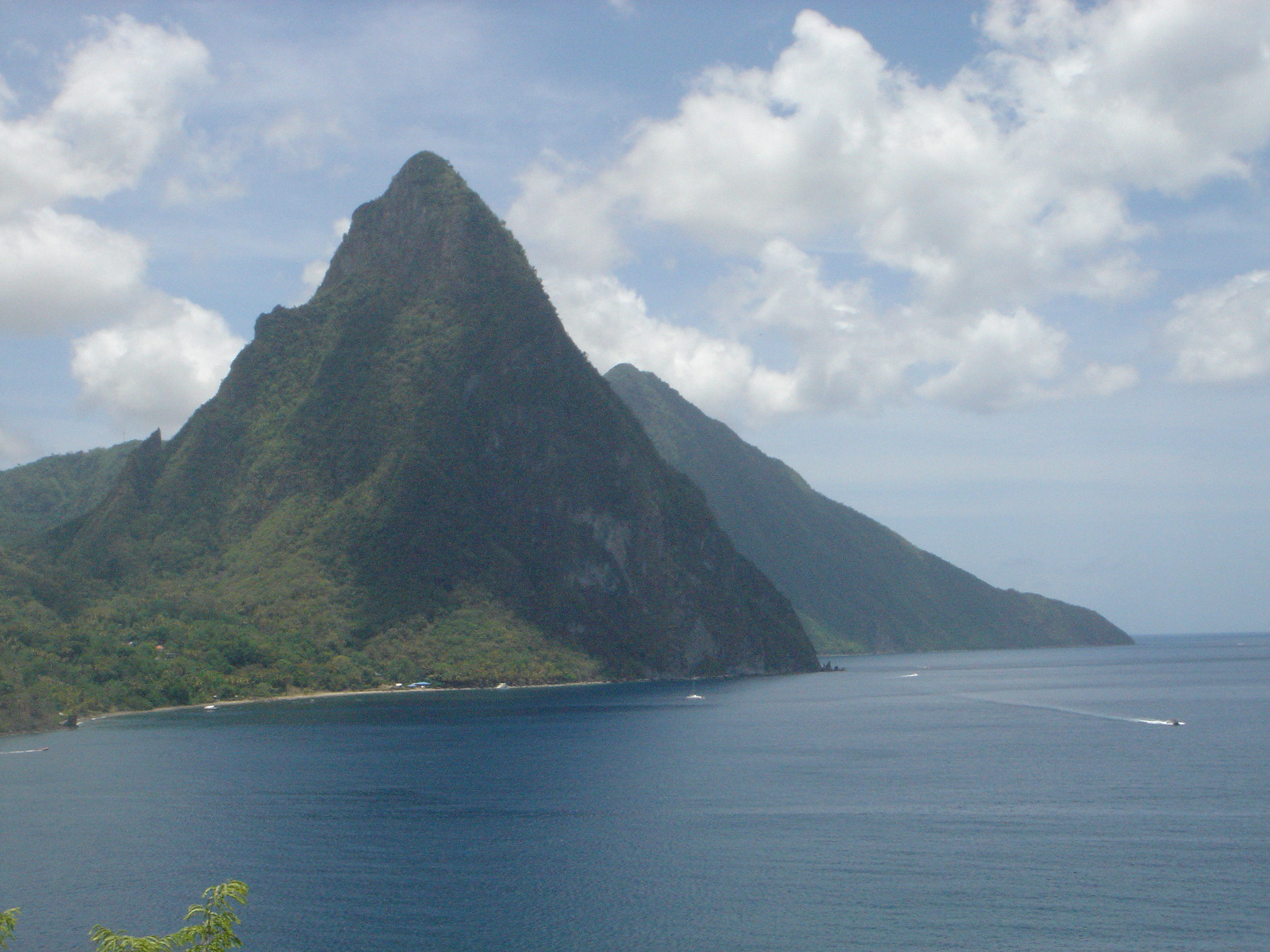
Les pitons de Sainte-Lucie.

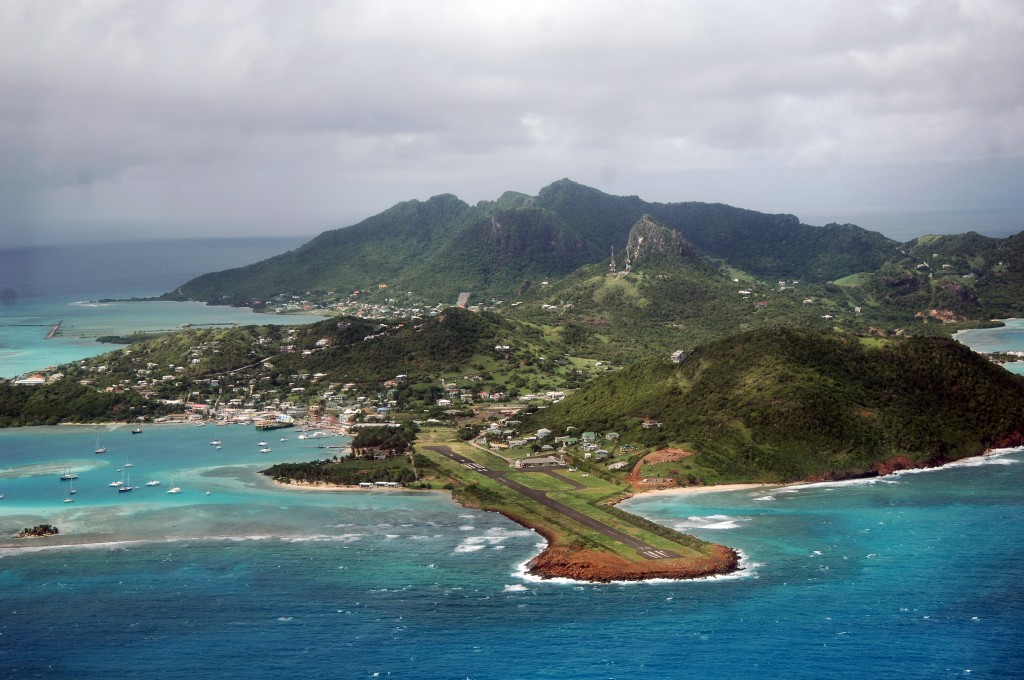
Union, une des îles Grenadines.

Liste des îles du Nord au Sud
- Îles Vierges[1] (uniquement selon le découpage britannique qui inclut les îles Vierges dans les  Leeward Islands)
  -   Îles Vierges britanniques (territoire d'outre-mer, Royaume-Uni) :
    - Anegada
    - Necker Island
    - Virgin Gorda
    - Jost Van Dyke
    - Tortola

  -   Îles Vierges américaines (territoire non-incorporé et organisé, États-Unis) :
    - Saint John
    - Saint Thomas
    - Buck Island
    - Sainte-Croix
- Anguilla (territoire d'outre-mer, Royaume-Uni) :
  - Sombrero
  - Dog Island
  - Little Srub
  - Île Scrub
  - Anguilla
- Îles de Saint-Martin et de Tintamarre :
  -   Saint-Martin (collectivité d'outre-mer, France)
    - Île Tintamarre

  -    Saint-Martin (territoire autonome, royaume des Pays-Bas)
- Saint-Barthélemy (collectivité d'outre-mer, France)
  - Île Fourchue
  - Île Chevreau
- Saba (Commune à statut particulier, royaume des Pays-Bas)
- Saint-Eustache, ou Statia (commune à statut particulier, royaume des Pays-Bas)
- Saint-Christophe-et-Niévès (ex-Royaume-Uni) :
  - Saint-Christophe ou  Saint Kitts
  - Niévès ou Nevis
- Antigua-et-Barbuda (ex-Royaume-Uni) :
  - Barbuda
  - Antigua
  - Redonda
- Montserrat (territoire d'outre-mer, Royaume-Uni)
- Guadeloupe (département/région d’outre-mer, France) :
  - Îlet Caret
  - Grande-Terre
  - Basse-Terre
- La Désirade (dépendances de la Guadeloupe, France) :
  - Îles de la Petite-Terre
- Marie-Galante (dépendances de la Guadeloupe, France)
- îles des Saintes (dépendances de la Guadeloupe, France) :
  - Terre-de-Haut
  - Terre-de-Bas
- Isla de Aves (revendiquée par le Venezuela et la Dominique)
- Dominique (ex-Royaume-Uni)
- Martinique (département/région d’outre-mer, France)
- Sainte-Lucie (ex-Royaume-Uni)
- Barbade (ex-Royaume-Uni)
- Saint-Vincent-et-les-Grenadines (ex-Royaume-Uni) :
  - Saint-Vincent
  - Grenadines :
    - Bequia
    - Moustique
    - Canouan
    - Mayreau
    - Union
    - Palm Island
    - Petit-Saint-Vincent
- Grenade (ex-Royaume-Uni) :
  - Grenadines :
    - Petite Martinique
    - Carriacou
    - Ronde

  - Grenade
- Trinité-et-Tobago
  - Tobago
  - Trinité